# As Your Friend
As Your Friend è un singolo del DJ olandese Afrojack, pubblicato nel 2013 e realizzato in collaborazione con il cantante statunitense Chris Brown. Il brano è inserito nella versione "deluxe" dell'album Forget the World.

## Tracce
- Download digitale

1. As Your Friend (featuring Chris Brown) – 4:00